# Маккормик (окръг, Южна Каролина)
Окръг Маккормик (на английски: McCormick County) е окръг в щата Южна Каролина, Съединени американски щати. Площта му е 1020 km², а населението – 9526 души (1 април 2020). Административен център е град Маккормик.